# Prince (Prince of Persia)
Prince (em português, Príncipe) é o nome dado aos vários protagonistas da série de jogos eletrônicos Prince of Persia. Ao longo do histórico da série, eles não recebem nome algum, só o título de príncipe, sendo sempre chamado por este. Contudo, o protagonista no filme de 2010 da série, Prince of Persia, é chamado Dastan.

## Design do personagem

### Múltiplos Princes
Apesar do protagonista de todo jogo de Prince of Persia ser referido como Prince, eles são na verdade personagens diferentes. O Prince no jogo de 1989, Prince of Persia, foi elaborado pelo criador da série, Jordan Mechner. Esta versão do Prince aparece em Prince of Persia, Prince of Persia 2: The Shadow and the Flame e Prince of Persia 3D. A versão refeita do primeiro jogo, Prince of Persia Classic, contudo, traz o Prince em sua versão na trilogia "The Sands of Time", ao invés de em sua versão na primeira série. Este segundo Prince participa como o protagonista da segunda trilogia da série, que inclui os jogos Prince of Persia: The Sands of Time, Prince of Persia: Warrior Within e Prince of Persia: The Two Thrones. Quando Mechner escreveu a história de Prince of Persia: The Sands of Time pela primeira vez, foi sugerido que o jogo fosse uma prequela da primeira trilogia, sendo o Prince o mesmo personagem em ambas as histórias. Após o lançamento de Prince of Persia: Warrior Within, a Ubisoft Montreal afirmou que eles tinham como intenção fazer a nova série como uma entidade separada, porque os jogadores poderiam ficar não familiarizados com o enredo dos primeiros jogos.
Uma terceira variação do personagem de Prince aparece em Prince of Persia de 2008. Ben Mattes, o produtor deste jogo afirmou: "Nós nunca sentimos que ele era 'o' Prince of Persia. É 'um' jogo Prince of Persia. Existem muitos Princes dentro deste universo fictício que nós chamamos de 'Prince of Persia'." Uma quarta versão do Prince participa do filme Prince of Persia: The Sands of Time. Este personagem é chamado Dastan (que significa "história" em persa). Ele foi interpretado pelo ator Jake GyllenhaalJordan Mechner tem como intenção esclarecer a relação entre os diferentes Princes em Prince of Persia: The Graphic Novel.